# The Calling
The Calling – amerykański zespół rockowy pochodzący z Los Angeles w Kalifornii, powstały w roku 1999. Został założony przez Alexa Banda (wokalista) i Aarona Kamina (gitarzysta). Później do grupy dołączyli: Sean Woolstenhulme – gitarzysta, Billy Mohler – basista i Nate Wood – perkusista.
Grupa wydała swój pierwszy album, zatytułowany Camino Palmero 10 lipca 2001 roku. Promowały go trzy single: Wherever You Will Go, Adrienne i Could It Be Any Harder. Kolejny album, Two, wydano 8 czerwca 2004. Promujące go single to Our Lives, Things Will Go My Way i Anything.
W rok po wydaniu drugiego albumu zespół został rozwiązany.
Reaktywacja zespołu (2013)
W 2013 zespół został reaktywowany. Jedynym dawnym członkiem zespołu jest wokalista Alex Band, który po skandalach, problemach z nałogami i solowej karierze próbuje sił na nowo z The Calling. Ich pierwszy singiel to utwór Better. Znajdzie się on na nowej płycie zespołu.

## Skład
- Justin Meyer – perkusista
- Justin Derrico – gitarzysta
- Corey Britz – basista/keyboard
- Alex Band – gitarzysta/wokalista
- Daniel Damico – gitarzysta
- Aaron Kamin – gitarzysta, perkusista

## Dyskografia
- Camino Palmero (2001)
- Two (2004)